# 李九霄
李九霄（1990年5月20日—），又名吉克曲且，是中国内地男演员。出生于四川省西昌市，毕业于北京电影学院，2013年参演首部电影作品《爱拼北京》，与杨洋、季晨、贾乃亮等人合作，正式出道。

## 演出作品

### 电影
- 2013年：《爱拼北京》饰演 王子修
- 2016年：《微微一笑很倾城》饰演 丘永候
- 2016年：《火锅英雄》饰演 劫匪
- 2016年：《记得少年那首歌1969》 饰演 陈泽军
- 2019年：《独家记忆》番外
- 2019年：《送我上青云》 饰演 四毛
- 2019年：《你是凶手》 饰演 王星星
- 2020年：《八佰》 饰演 刀子
- 2020年：《金刚川》 [2]
- 2021年：《第十一回》
- 2021年：《夏天只是一天》 饰演 小蔡
- 2021年：《革命者》 饰演 庆子
- 2021年：《街娃儿》 饰演 东子
- 2022年：《兄弟同体》 饰演 白虎、泰山
- 2023年：《斗破苍穹·觉醒》 (網絡電影)饰演 穆力
- 2023年：《斗破苍穹·止戈》 (網絡電影)饰演 穆力
- 2023年：《斗破苍穹3：除恶》 (網絡電影)饰演 穆力
- 2024年：《没有一顿火锅解决不了的事》饰演  七万
- 2024年：《狗阵》饰 小周
- 2025年：《蛟龙行动》饰演 丁思凯
- 2025年：《斗破苍穹4：逃亡》 (網絡電影)饰演 穆力
- 2025年：《冲·撞》饰演 刘勇敢
- 2025年：《恶意》饰演 道爺
- 2025年：《东极岛》饰演 千金
- 待上映：《猎毒》

### 电视剧
- 2019年：《独家记忆》(網絡劇)  饰演 慕海
- 2020年：《非常目击》(網絡劇) 饰演 周宇
- 2021年：《古董局中局之掠宝清单》 饰演 付贵
- 2024年：《消失的大象》(網絡劇) 饰演 张矿
- 2025年：《刑警的日子》  饰演 楊檢
- 待播：《造城者》  饰演 楊小海
- 待播：《群星》(網絡劇)

### 综艺节目
- 2016年：爱奇艺《追光逐梦》